# Dayron Robles
Dayron Robles (* 19. listopadu 1986, Guantánamo) je kubánský atlet, jehož specializací jsou krátké překážkové běhy (60 m př. a 110 m př.) 
Výkonem 12,87 s drží v současnosti světový rekord, který vytvořil na Zlaté tretře v Ostravě dne 12. června 2008. O setinu sekundy tehdy překonal stávající rekord Číňana Liou Sianga z roku 2006.
Po zaběhnutí světového rekordu vyhrával Dayron jeden závod za druhým se stále skvělými časy. K světovému rekordu se přiblížil na jedinou setinu sekundy, když zaběhl čas 12,88 s na závodě Golden League v Paříži. Na OH v Pekingu byl také suverénní a odvezl si domů zlato. Jeho osobní rekord z halové šedesátky je 7,33 s, tedy o pouhé 3 setiny sekundy pomalejší, než je historický čas Colina Jacksona z roku 1994.
V roce 2011 vybojoval v jihokorejském Tegu časem 13,14 s titul mistra světa. Ze zlaté medaile se však dlouho neradoval, když byl po doběhu dodatečně diskvalifikován na základě pravidla č. 163.2 o omezení soupeře.

## Osobní rekordy
- 60 m př. – 7,33 s – 8. únor 2008, Düsseldorf
- 110 m př. – 12,87 s – 12. červen 2008, Ostrava (ČR)

## Úspěchy
- Olympijský vítěz z Pekingu 2008 (12,93 s)
- 4. místo na MS v Ósace 2007 (13,15 s)
- vítěz Světového atletického finále 2007 (12,92 s)
- 2. místo na HMS v Moskvě 2006 (7,46 s)